# Phyllopezus
Phyllopezus es un género de geckos de la familia Phyllodactylidae. Sus especies se distribuyen por Bolivia, Brasil, Paraguay, Perú y Argentina. Son geckos nocturnos y de apariencia terrestre, con colores en tonos de beige, gris y negro.

## Especies
Se reconocen las siguientes cuatro especies:
- Phyllopezus lutzae (Loveridge, 1941)
- Phyllopezus maranjonensis Koch, Venegas & Böhme, 2006
- Phyllopezus periosus Rodrigues, 1986
- Phyllopezus pollicaris (Spix, 1825)